# Genieridium bordoni
Genieridium bordoni är en skalbaggsart som beskrevs av Martinez 1992. Genieridium bordoni ingår i släktet Genieridium och familjen bladhorningar. Inga underarter finns listade i Catalogue of Life.